# Чемпіонат Російської імперії з футболу 1912
Чемпіонат Російської імперії з футболу 1912 — перший чемпіонат імперії серед команд міст. У чемпіонаті взяли участь команди Києва, Москви, Одеси, Санкт-Петербурга і Харкова. Першим чемпіоном Російської імперії стала команда Санкт-Петербурга.

## Чвертьфінали
| Команда 1 | Команда 2 | Рахунок |
| --------- | --------- | ------- |
| Москва    | Харків    | 6:1     |

Матч Санкт-Петербург — Київ не відбувся через неявку Києва. Команда Києва була дискваліфікована. Команда Одеси автоматично пройшла до півфіналу.

## Півфінали
Команда Одеси відмовилася від змагань, тому півфінали не проводилися.

## Фінал
Фінал відбувся у Москві.
| Команда 1 | Заг. рах | Команда 2       | Матч 1 | Матч 2 |
| --------- | -------- | --------------- | ------ | ------ |
| Москва    | 3:5      | Санкт-Петербург | 2:2 дч | 1:4    |

Чемпіоном стала команда Санкт-Петербурга.

## Дивись також
- Чемпіонат Москви з футболу 1912
- Чемпіонат Санкт-Петербурга з футболу 1912
- Чемпіонат Російської імперії з футболу 1913
- Чемпіонат УРСР з футболу 1921